# كيلفن جون
كيلفن جون (مواليد 10 يونيو 2003) هو لاعب كرة قدم تنزاني يلعب في مركز الهجوم في نادي جينك ومنتخب تنزانيا.